# 14 mei
14 mei is de 134ste dag van het jaar (135ste dag in een schrikkeljaar) in de gregoriaanse kalender. Hierna volgen nog 231 dagen tot het einde van het jaar.

## Gebeurtenissen
- Algemeen
  - 2009 - De Karelsprijs wordt toegekend aan Andrea Riccardi, stichter van de Sint-Egidiusgemeenschap.
  - 2022 - In Buffalo schiet een 18-jarige jongen tien burgers dood in een supermarkt.
- Kunst en cultuur
  - 1913 - In Haarlem wordt het Frans Hals Museum geopend.
- Muziek
  - 2011 - In het Duitse Düsseldorf vindt de finale van het Eurovisiesongfestival plaats.[1] Voor Azerbeidzjan winnen Ell & Nikki met Running Scared.[2] De Nederlandse inzending 3JS met Never Alone (een vertaling van Je vecht nooit alleen) en de Belgische inzending Witloof Bay met With Love Baby kwamen niet verder dan de halve finale.[3][4]
- Oorlog
  - 1940 - Tweede Wereldoorlog: De Duitse Luftwaffe bombardeert Rotterdam, Strijen en Strijensas.
  - 1995 - Russische soldaten bombarderen dorpen in de uitlopers van de Kaukasus in Zuid-Tsjetsjenië, in een poging door te breken naar de guerrillabases van rebellerende Tsjetsjenen.
  - 1995 - Kroatië haalt niet meer dan de helft van zijn 1.200 soldaten terug uit de VN-bufferzone in het zuiden van de republiek, ondanks de belofte van een volledige terugtocht die twee dagen eerder is gedaan.
- Politiek
  - 1643 - Lodewijk XIV wordt koning van Frankrijk.
  - 1948 - David Ben-Gurion proclameert met de Israëlische onafhankelijkheidsverklaring de onafhankelijke Israëlische staat.
  - 1955 - Acht Oost-Europese landen richten het Warschaupact op als reactie op toetreding van West-Duitsland tot de NAVO.
  - 1995 - Johannes Rau blijft minister-president van Noordrijn-Westfalen, Duitslands grootste deelstaat. Voor de vierde achtereenvolgende maal wordt zijn SPD de grootste partij, al verdwijnt de absolute meerderheid.
  - 2004 - Huwelijk van kroonprins Frederik van Denemarken en Mary Donaldson in Kopenhagen.
  - 2008 - Koningin Beatrix brengt een driedaags staatsbezoek aan Estland.
  - 2015 - De hoogste generaal van het Burundese leger verklaart dat de coup in zijn land is mislukt en dat troepen die loyaal zijn aan president Pierre Nkurunziza de macht hebben.
  - 2017 - Emmanuel Macron wordt beëdigd als 8ste president van de Vijfde Republiek in Frankrijk.
- Religie
  - 1890 - Goedkeuring van de Congregatie van de Salettijnen (Missionarissen van Onze Lieve Vrouw van La Salette) door Paus Leo XIII.
  - 1949 - Benoeming van Léon Lommel tot bisschop-coadjutor met recht van opvolging van Luxemburg.
  - 2005 - Zaligverklaring van Ascensión Nicol Goñi (1868-1940), Spaans stichteres van de Dominican Missionary Sisters of the Rosary, en Marianne Cope (1838-1918), Duits-Amerikaans religieuze in de leprakolonie op Molokai, in Rome.
- Sport
  - 1892 - Oprichting van de Arnhemse voetbalclub Vitesse.
  - 1900 - De Olympische Zomerspelen worden in Parijs geopend.
  - 1948 - Oprichting van Roemeense voetbalclub Dinamo Boekarest.
  - 1966 - Oprichting van de Chileense voetbalclub Club de Deportes Antofagasta na een fusie tussen Unión Bellavista en Portuario Atacama.
  - 1985 - Het Nederlands voetbalelftal behoudt kans op deelname aan het WK voetbal 1986 door in Boedapest met 1-0 te winnen van Hongarije. Rob de Wit maakt het enige doelpunt voor Oranje.
  - 1986 - Het Nederlands voetbalelftal verliest in Dortmund met 3-1 van West-Duitsland. Spits Rudi Völler scoort tweemaal in de oefenwedstrijd.
  - 1995 - AFC Ajax wordt met een record van 32 wedstrijden zonder nederlaag kampioen van Nederland.
  - 1995 - Nederland eindigt dankzij zeven medailles, waaronder drie gouden, als eerste in het medailleklassement bij de EK judo in Birmingham.
  - 1997 - FC Barcelona wint de Europa Cup II. In de finale in De Kuip in Rotterdam zegeviert de Spaanse voetbalclub met 1-0 ten koste van het Franse Paris Saint-Germain.
  - 2000 - Zwemmer Ian Thorpe uit Australië scherpt in Sydney zijn eigen wereldrecord op de 200 meter vrije slag aan tot 1.45,69.
  - 2008 - FK Zenit Sint-Petersburg van Dick Advocaat wint de UEFA Cup. In de finale wordt Glasgow Rangers met 2-0 verslagen.
  - 2008 - De Belgische toptennisster Justine Henin maakt bekend te stoppen met tennis. Zij won 41 toernooien.
  - 2009 - Voetballer Keisuke Honda van VVV Venlo wint de Gouden Stier als beste speler in de Nederlandse Jupiler League in het seizoen 2008/09.
  - 2017 - Feyenoord wordt na achttien jaar landskampioen voetbal. Tijdens het kampioensduel tegen Heracles Almelo maakt Dirk Kuijt een hattrick.
  - 2023 - Feyenoord wordt voor de zestiende keer landskampioen voetbal door met 3-0 te winnen van Go Ahead Eagles.[5]
- Wetenschap en technologie
  - 1796 - Eerste vaccinaties tegen pokken door Edward Jenner.
  - 1973 - Skylab, het eerste ruimtestation van de Verenigde Staten wordt gelanceerd.[6] Het is de laatste lancering van de Saturnus V raket.
  - 2005 - Een Eurocopter Ecureuil AS 350B3 landt, stijgt op vanaf de Mount Everest en vestigt daarmee een wereldrecord.
  - 2009 - De ruimtetelescoop Herschel wordt samen met de Planck Observatory door de Europese Ruimtevaartorganisatie met een Ariane 5-raket succesvol in de ruimte gebracht.
  - 2010 - Spaceshuttle Atlantis begint aan zijn laatste missie, STS-132.

## Geboren

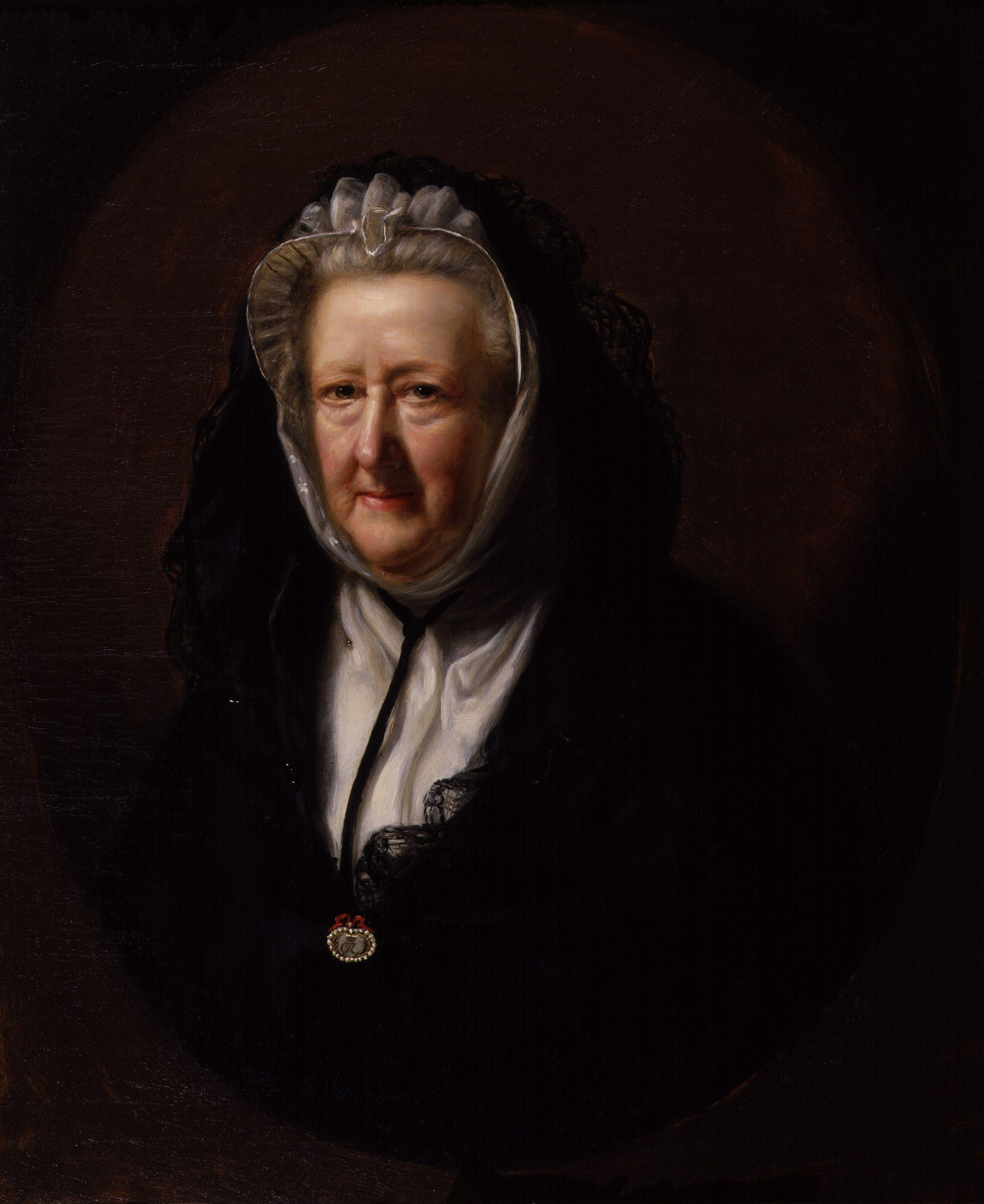
Mary Delany
geboren in 1700

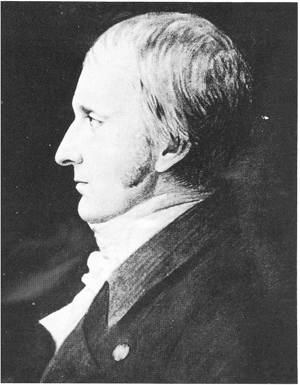
Thomas Wedgwood
geboren in 1771

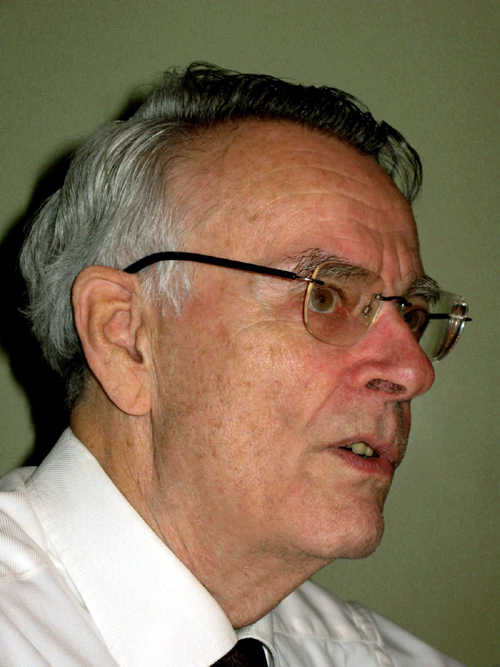
Frederik H. Kreuger
geboren in 1928

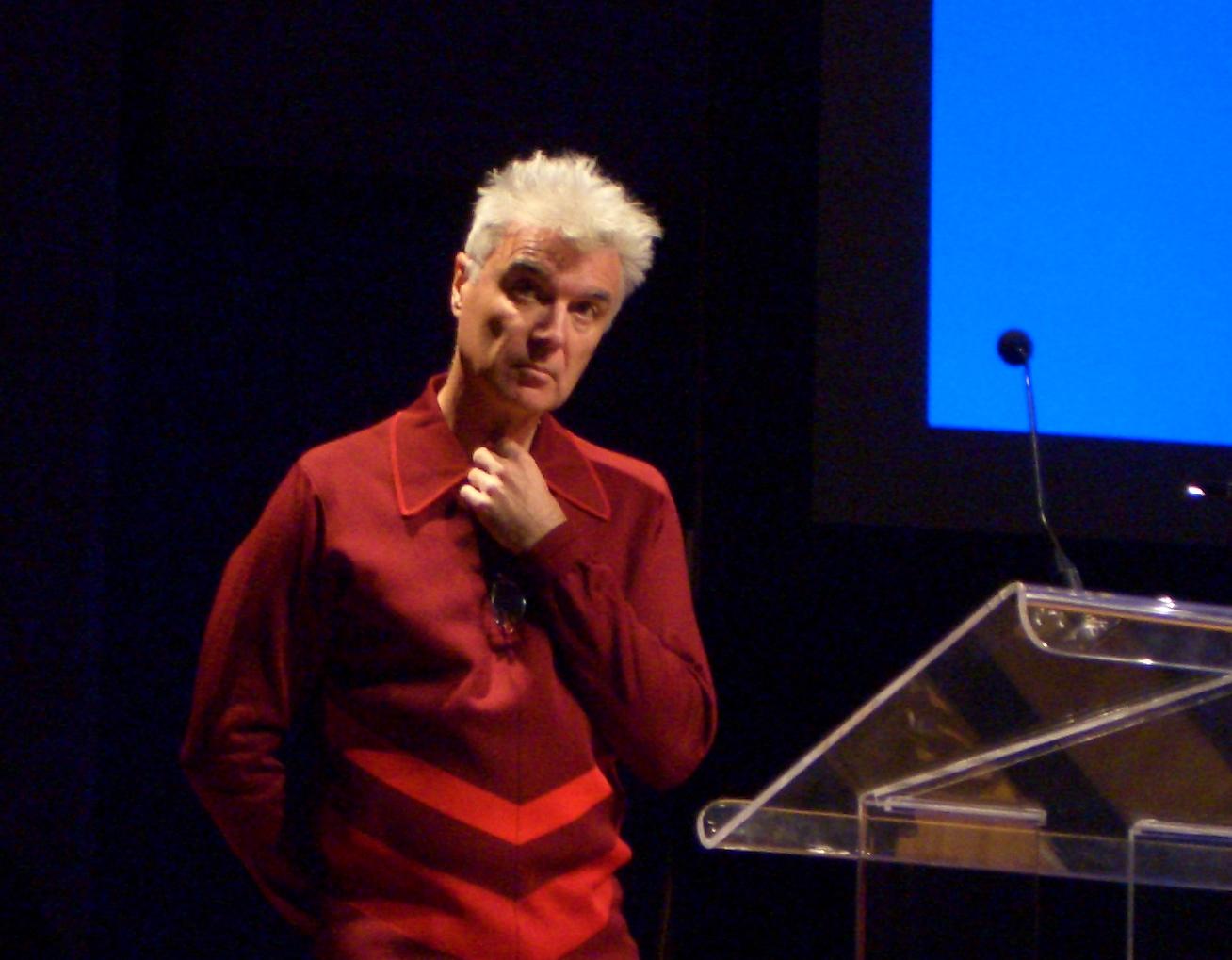
David Byrne
geboren in 1952

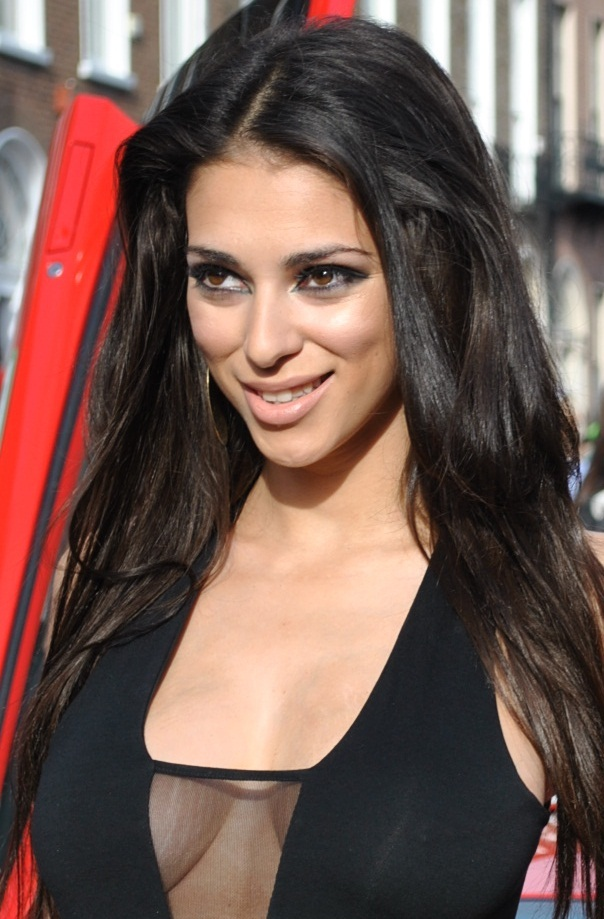
Georgia Salpa
geboren in 1985

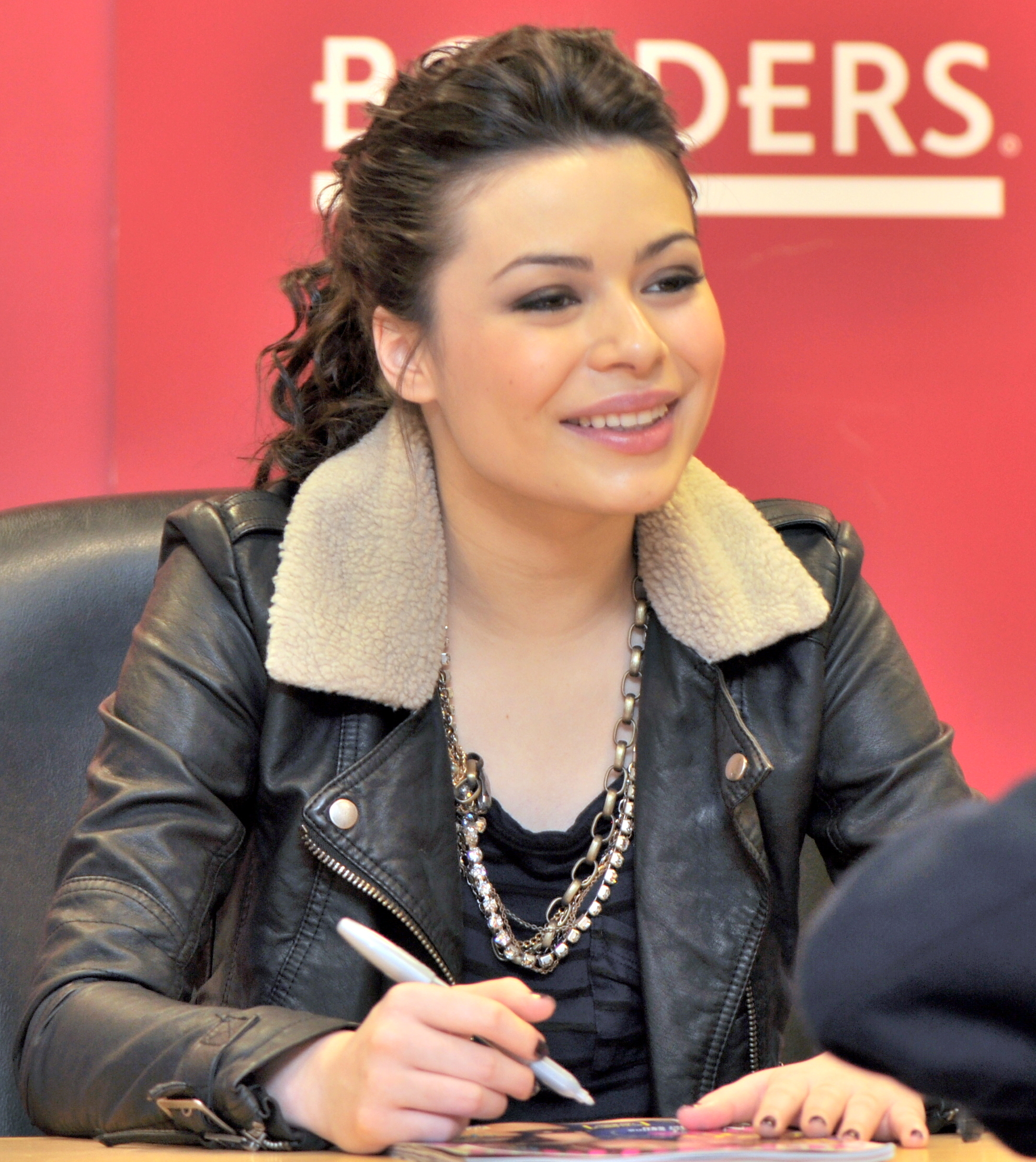
Miranda Cosgrove
geboren in 1993

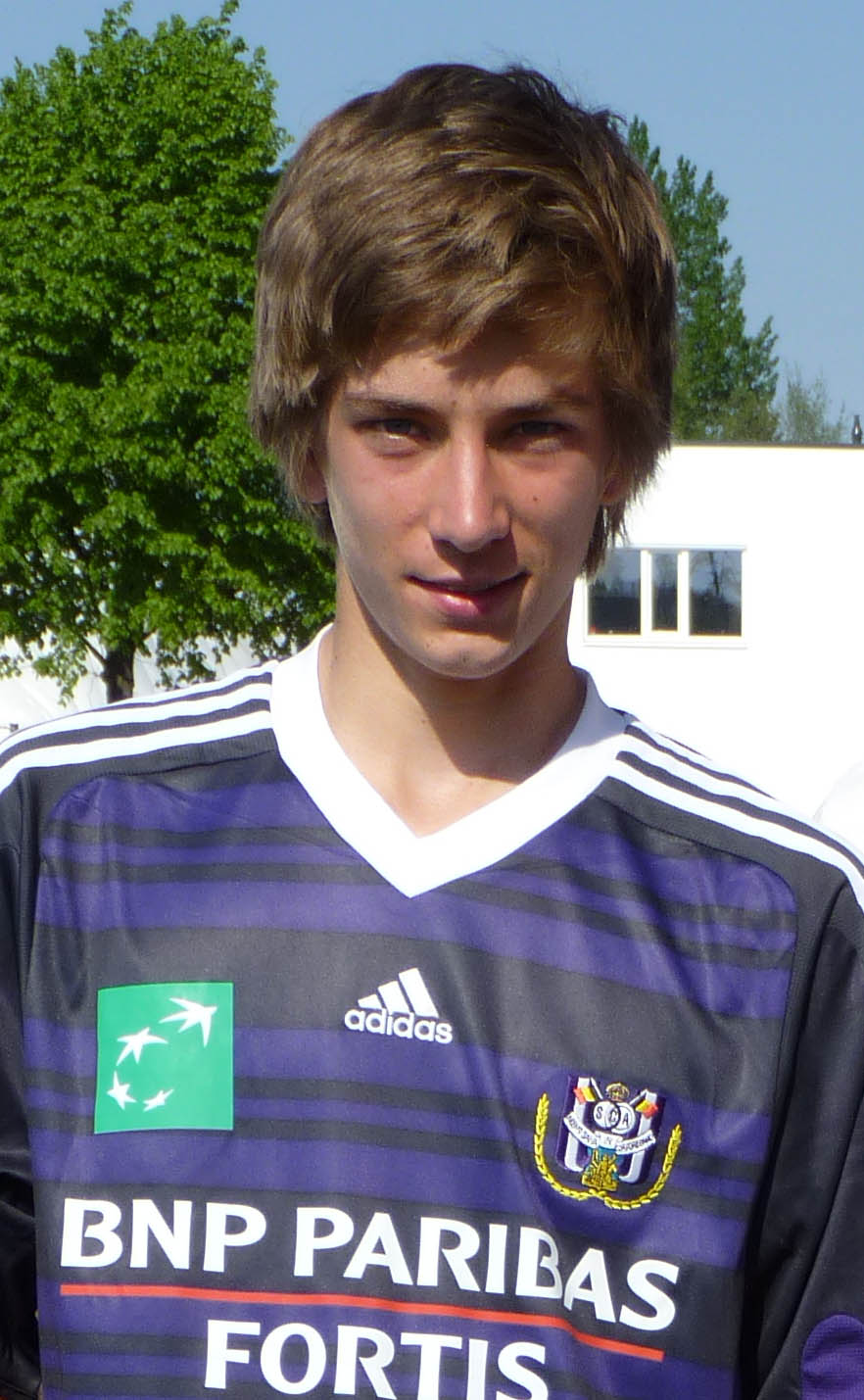
Dennis Praet
geboren in 1994

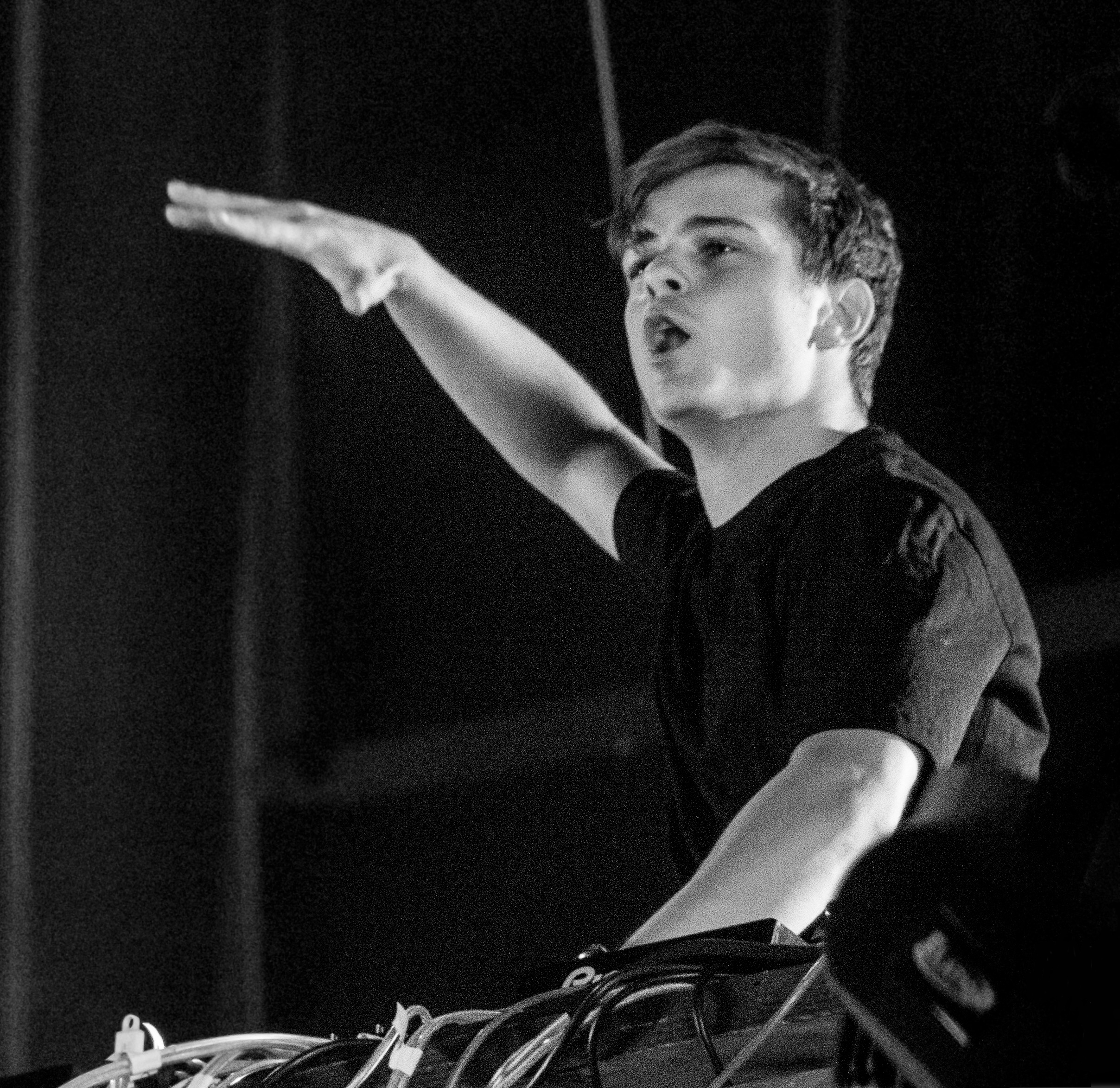
Martin Garrix
geboren in 1996

- 1700 - Mary Delany, Brits papierkunstenaar, botanicus en schrijver (overleden 1788)
- 1759 - Alois I, vorst van Liechtenstein (overleden 1805)
- 1771 - Thomas Wedgwood, Engels pionier op het gebied van de fotografie (overleden 1805)
- 1846 - Pieter Cort van der Linden, Nederlands politicus en premier (overleden 1935)
- 1850 - Bonifacio Arevalo, Filipijns beeldhouwer (overleden 1920)
- 1867 - Kurt Eisner, Duits politicus (overleden 1919)
- 1872 - Elia Dalla Costa, Italiaans kardinaal-aartsbisschop van Florence (overleden 1961)
- 1873 - Wilma Vermaat, Nederlands schrijfster (overleden 1967)
- 1880 - Wilhelm List, Duits veldmaarschalk (overleden (1971)
- 1885 - Otto Klemperer, Duits componist (overleden 1973)
- 1886 - Abraham Tuschinski, Pools-Nederlands bioscoopexploitant (overleden 1942)
- 1890 - Freddy van Riemsdijk, Nederlands luchtvaartpionier (overleden 1955)
- 1893 - Louwe Huizenga, Nederlands atleet (overleden 1973)
- 1893 - Henk Ruijter, Nederlands politicus (overleden 1946)
- 1897 - Sidney Bechet, Amerikaans jazz-saxofonist, klarinettist en componist (overleden 1959)
- 1897 - Ed Ricketts, Amerikaans marien bioloog (overleden 1948)
- 1900 - Leo Smit, Nederlands componist (overleden 1943)
- 1903 - Billie Dove, Amerikaans actrice (overleden 1997)
- 1905 - Jean Daniélou, Frans kardinaal en theoloog (overleden 1974)
- 1905 - Kunio Maekawa, Japans architect (overleden 1986)
- 1907 - Mohammed Ayub Khan, Pakistaans politicus en militair (overleden 1974)
- 1908 - Nicholas Kurti, Engels natuurkundige (overleden 1998)
- 1909 - Godfrey Rampling, Brits sprinter (overleden 2009)
- 1910 - Opilio Rossi, Italiaans curiekardinaal (overleden 2004)
- 1911 - Leen Vente, Nederlands voetballer (overleden 1989)
- 1918 - Marie Smith Jones, laatste moedertaalspreker van het Eyak (overleden 2008)
- 1920 - Maurits Coppieters, Belgisch politicus (overleden 2005)
- 1922 - Franjo Tuđman, Kroatisch president (overleden 1999)
- 1924 - Henk Molenberg, Nederlands acteur (overleden 1998)
- 1925 - Yuval Ne'eman, Israëlisch militair, diplomaat, natuurkundige en politicus (overleden 2006)
- 1925 - Ninian Sanderson, Schots autocoureur (overleden 1985)
- 1926 - Marcel Dussault, Frans wielrenner (overleden 2014)
- 1926 - Norm Hall, Amerikaans autocoureur (overleden 1992)
- 1927 - Bob Jongen, Duits-Nederlands voetballer (overleden 2023)
- 1928 - Frederik H. Kreuger, Nederlands elektrotechnicus, schrijver en biograaf (overleden 2015)
- 1932 - Richard J. Bernstein, Amerikaans filosoof (overleden 2022)
- 1932 - Richard Estes, Amerikaans schilder, fotograaf en graficus
- 1936 - Bobby Darin, Amerikaans zanger (overleden 1973)
- 1936 - Charlie Gracie, Amerikaans zanger, gitarist en rock-pionier (overleden 2022)
- 1936 - Antoine Prévôt, Nederlands dirigent en docent
- 1937 - Vic Flick, Brits gitarist (overleden 2024)
- 1937 - Eric Herfst, Nederlands cabaretier (overleden 1985)
- 1937 - Ferd Hugas, Nederlands acteur (overleden 2025)
- 1939 - Teun van Pelt, Nederlands voetballer (overleden 2024)
- 1940 - Alberto Reynoso, Filipijns basketballer (overleden 2011)
- 1941 - Ada den Haan, Nederlands zwemster (overleden 2023)
- 1941 - Alain Siaens, Belgisch voormalig bankier, bestuurder en auteur
- 1942 - Valeri Broemel, Sovjet-Russisch atleet (overleden 2003)
- 1942 - Jan Froger ("Bolle Jan"), Nederlands volkszanger en cafébaas (overleden 2009)
- 1942 - Jo Gisekin, Belgisch dichteres
- 1942 - Prentis Hancock, Brits acteur (overleden 2025)
- 1943 - Birodar Abdoeraimov, Sovjet-Oezbeeks voetballer en trainer
- 1943 - Jack Bruce, Schots popmuzikant en -zanger (overleden 2014)
- 1943 - Lars Näsman, Fins voetballer en voetbalcoach (overleden 1995)
- 1944 - George Lucas, Amerikaans regisseur en filmproducent
- 1945 - Wolfram Löwe, Oost-Duits voetballer
- 1945 - Yochanan Vollach, Israëlisch voetballer
- 1946 - Anton Cogen, Belgisch acteur
- 1947 - Tamara Dobson, Amerikaans fotomodel en actrice (overleden 2006)
- 1948 - Raynald Denoueix, Frans voetballer en voetbalcoach
- 1948 - Bob Woolmer, Engels cricketspeler en -coach (overleden 2007)
- 1949 - Johan Schans, Nederlands zwemmer
- 1949 - Klaus-Peter Thaler, Duits wielrenner
- 1950 - Mark Blum, Amerikaans acteur (overleden 2020)
- 1950 - Celso Valli, Italiaans componist, dirigent en muzikant (overleden 2025)
- 1952 - David Byrne, Schots-Amerikaans muzikant, songwriter en zanger
- 1952 - Robert Zemeckis, Amerikaans regisseur en producent
- 1953 - Marianne Burgman, Nederlands burgemeester (overleden 2021)
- 1954 - Theo Nijland, Nederlands componist, schrijver en theatermaker
- 1954 - Ton Schipper, Belgisch radio-dj, radiopresentator, radio- en televisieprogrammamaker
- 1955 - Willem Boutkan, Nederlands politicus (VVD; PVV)
- 1955 - Ursie Lambrechts, Nederlands politica (overleden 2024)
- 1955 - Jan Sørensen, Deens voetballer (overleden 2024)
- 1955 - Jens Sparschuh, Duits schrijver
- 1955 - Big Van Vader, Amerikaans worstelaar (overleden 2018)
- 1957 - Daniela Dessì, Italiaans operazangeres (overleden 2016)
- 1958 - Rod Delmonico, Amerikaans honkbalcoach
- 1958 - Wilma Rusman, Nederlands atlete
- 1959 - Patrick Bruel, Frans zanger
- 1960 - Simonetta Sommaruga, Zwitsers politica
- 1960 - Mohamed Zaoui, Algerijns bokser
- 1961 - Ulrike Folkerts, Duits actrice
- 1961 - Tim Roth, Brits acteur
- 1962 - Danny Huston, Amerikaans acteur
- 1962 - Wolfgang Přiklopil, Oostenrijks ontvoerder (overleden 2006)
- 1962 - Jan Urban, Pools voetballer en voetbalcoach
- 1963 - Jan Paparazzi, Nederlands sidekick en radio-dj
- 1965 - Eoin Colfer, Iers schrijver
- 1966 - Oluf Høst, Deens kunstschilder
- 1966 - Fab Morvan, Frans zanger Milli Vanilli
- 1967 - Jan Roegiers, Belgisch politicus
- 1969 - Cate Blanchett, Australisch actrice
- 1969 - Sabine Schmitz, Duits autocoureur en presentatrice (overleden 2021)
- 1970 - Nicola Fairbrother, Brits judoka
- 1970 - Muhamed Konjić, Bosnisch voetballer
- 1970 - Benson Masya, Keniaans atleet (overleden 2003)
- 1971 - Sofia Coppola, Amerikaans actrice en filmregisseuse
- 1971 - Frank van den Eeden, Nederlands director of photography
- 1971 - Martin Reim, Estisch voetballer en voetbalcoach
- 1972 - Mayke Nas, Nederlands componiste
- 1972 - Bas Ticheler, Nederlands perschef en sportverslaggever
- 1973 - Natalie Appleton, Canadees zangeres
- 1973 - Shanice, Amerikaans zangeres
- 1973 - Indira Varma, Brits actrice
- 1974 - Matteo Tosatto, Italiaans wielrenner
- 1975 - Salim Iles, Algerijns zwemmer
- 1975 - Nicki Sørensen, Deens wielrenner
- 1976 - Martine McCutcheon, Engelse actrice
- 1977 - Jérémie Mondon, Frans houseproducer
- 1977 - Brian Priske, Deens voetballer
- 1978 - Assunta Legnante, Italiaans atlete/paralympisch atlete
- 1979 - Carlos Tenorio, Ecuadoraans voetballer
- 1980 - Zdeněk Grygera, Tsjechisch voetballer
- 1980 - Eugène Martineau, Nederlands atleet
- 1981 - Ramón Alegre, Spaans hockeyer
- 1982 - Cor Varkevisser, Nederlands voetbaldoelman
- 1984 - Olly Murs, Brits zanger
- 1984 - Michael Rensing, Duits voetbaldoelman
- 1984 - Mark Zuckerberg, Amerikaans computerprogrammeur, ondernemer en multimiljardair (oprichter Facebook)
- 1985 - Shlomi Arbeitman, Israëlisch voetballer
- 1985 - Matthew Cardona (Zack Ryder), Amerikaans professioneel worstelaar
- 1985 - Georgia Salpa, Grieks fotomodel
- 1985 - Nicholas Sprenger, Australisch zwemmer
- 1985 - Pascal Vyncke, Belgisch schrijver
- 1985 - Anne-Mar Zwart, Nederlands programmamaakster en presentatrice
- 1986 - Rodolfo González, Venezolaans autocoureur
- 1986 - Aaron March, Italiaans snowboarder
- 1986 - Kieran McKenna, Noord-Iers voetbaltrainer
- 1987 - Felipe França, Braziliaans zwemmer
- 1987 - Franck Songo'o, Frans-Kameroens voetballer
- 1988 - Niccolò Canepa, Italiaans motorcoureur
- 1990 - Valerija Kononenko, Oekraïens wielrenster
- 1991 - David Verburg, Amerikaans atleet
- 1993 - Ilan Boccara, Frans-Nederlands voetballer
- 1993 - Miranda Cosgrove, Amerikaans actrice en zangeres
- 1993 - Oliver Zelenika, Kroatisch voetbaldoelman
- 1994 - Bronte Campbell, Australisch zwemster
- 1994 - Marquinhos, Braziliaans voetballer
- 1994 - Dennis Praet, Belgisch voetballer
- 1995 - Aurèle Vandeputte, Belgisch atleet
- 1996 - Martin Garrix, Nederlands dj en producer
- 1996 - Arnaud Tissières, Zwitsers wielrenner
- 1996 - Catarina Vieira, Nederlands politica
- 1998 - Maarten Paes, Nederlands doelman
- 1999 - Selma Poutsma, Nederlands shorttrackster en langebaanschaatsster
- 2001 - Maarten Wilmink, Nederlands organist
- 2002 - Huub Artz, Nederlands wielrenner
- 2002 - Marie-Morgane Le Deunff, Frans wielrenster
- 2002 - Britt Renzen, Nederlands voetbalster
- 2002 - Mariam Sjengelia, Georgisch zangeres
- 2003 - Nicola Marinangeli, Italiaans autocoureur
- 2003 - Sofia Nadyrsjina, Russisch snowboardster
- 2003 - Shiloh 't Zand, Nederlands-Surinaams voetballer
- 2004 - Mia Carragher, Brits actrice
- 2005 - Amadou Koné, Ivoriaans-Malinees voetballer

## Overleden

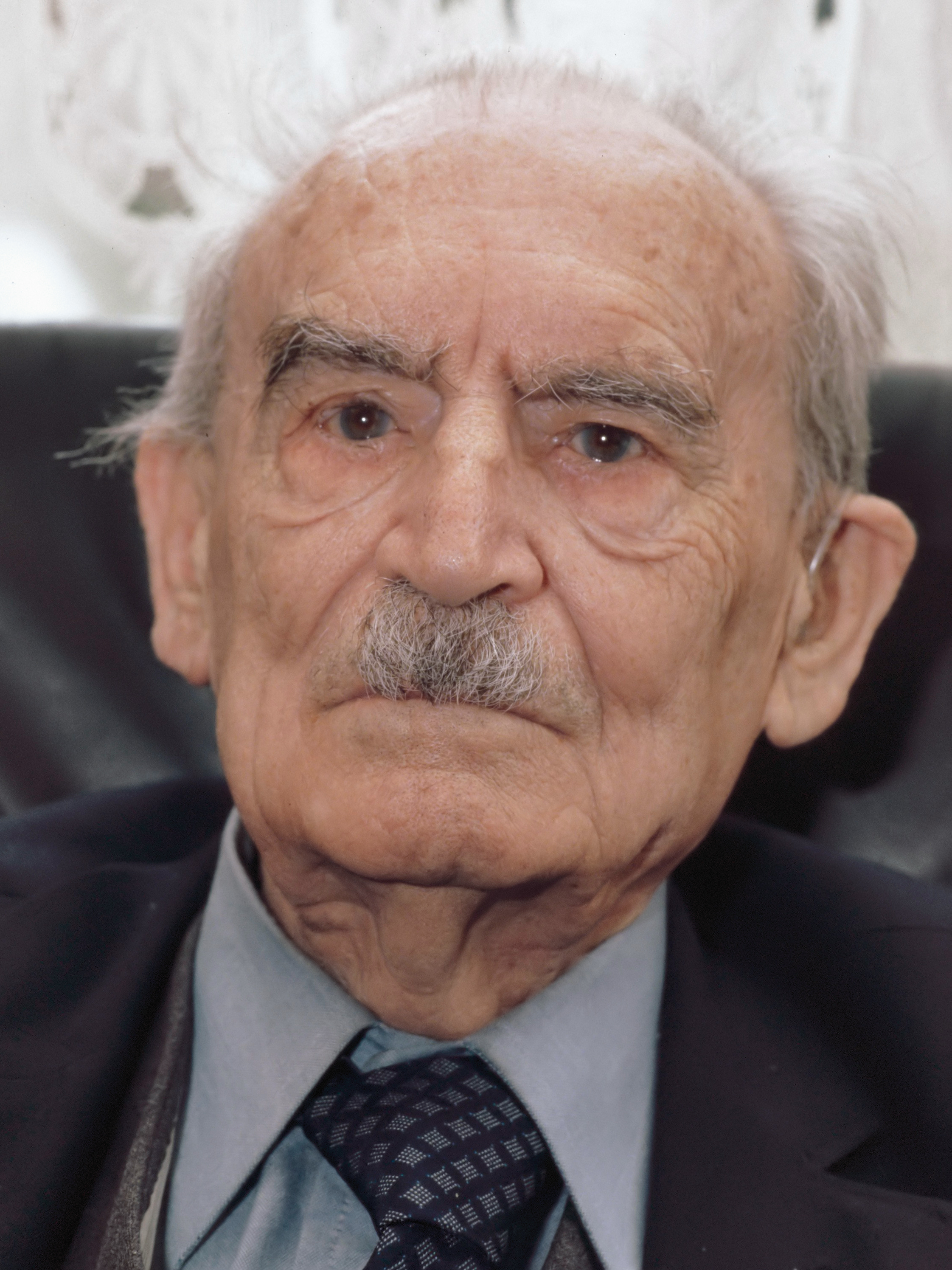
Willem Drees
overleden in 1988

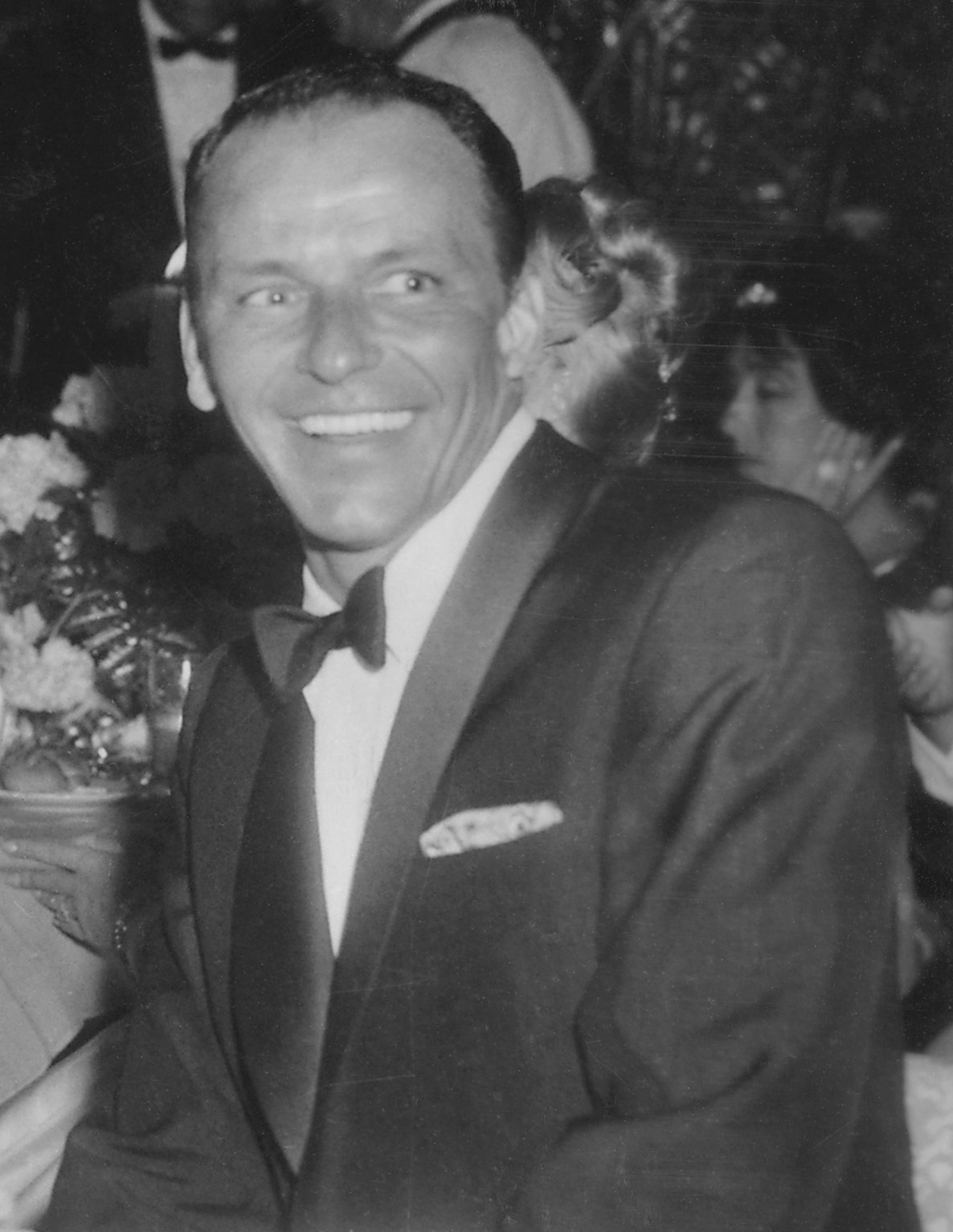
Frank Sinatra
overleden in 1998

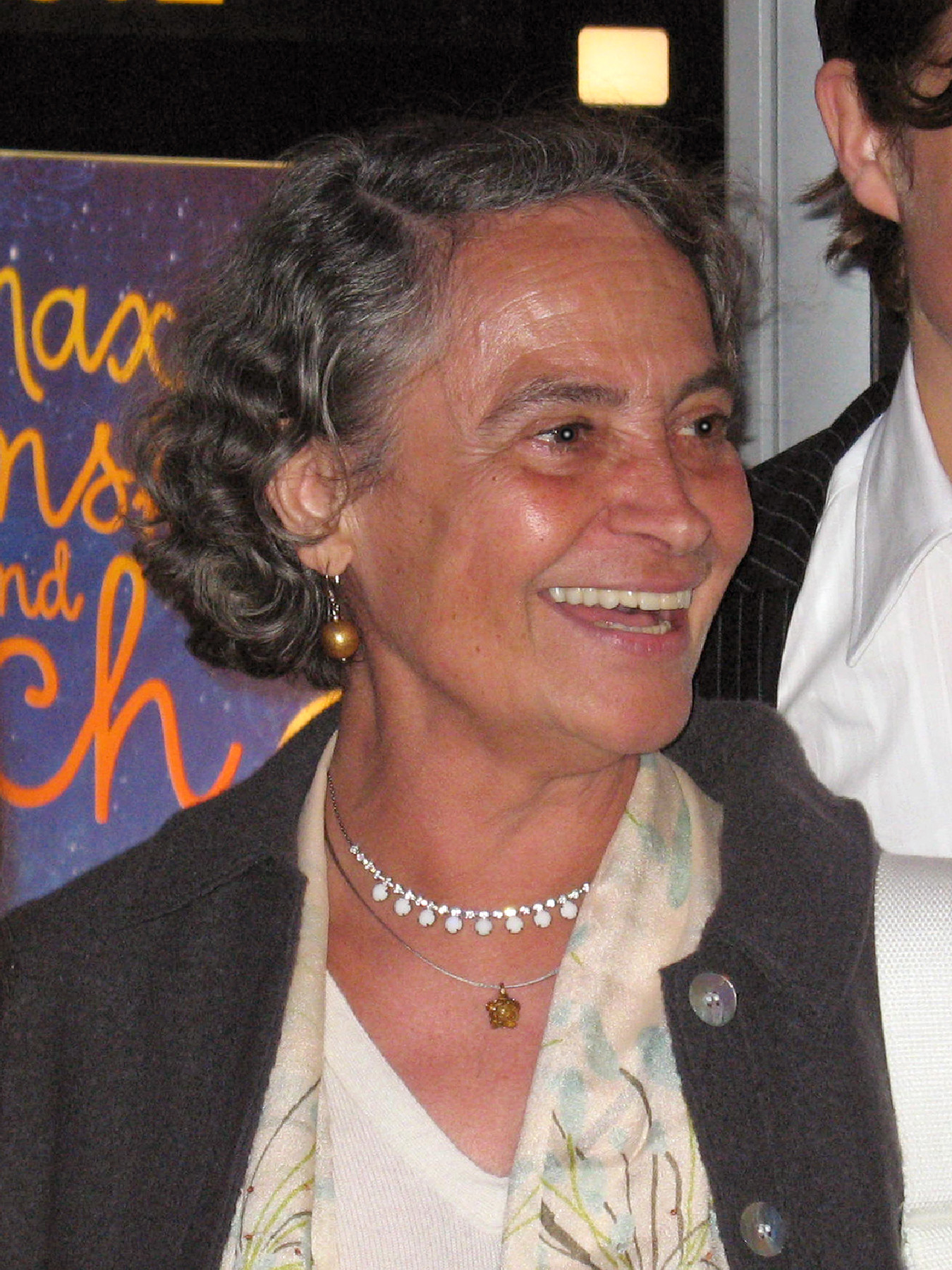
Monica Bleibtreu
overleden in 2009

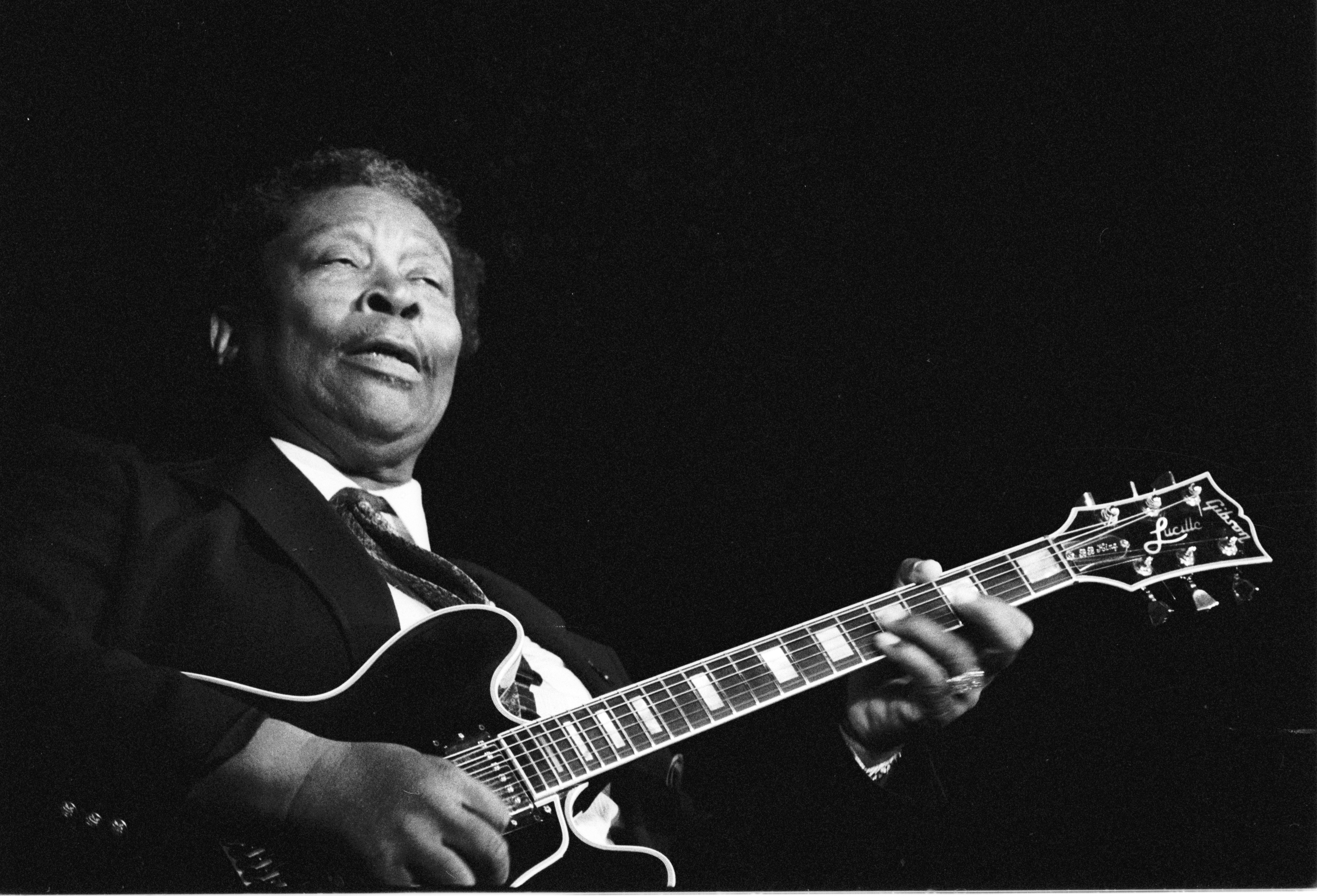
B.B. King
overleden in 2015

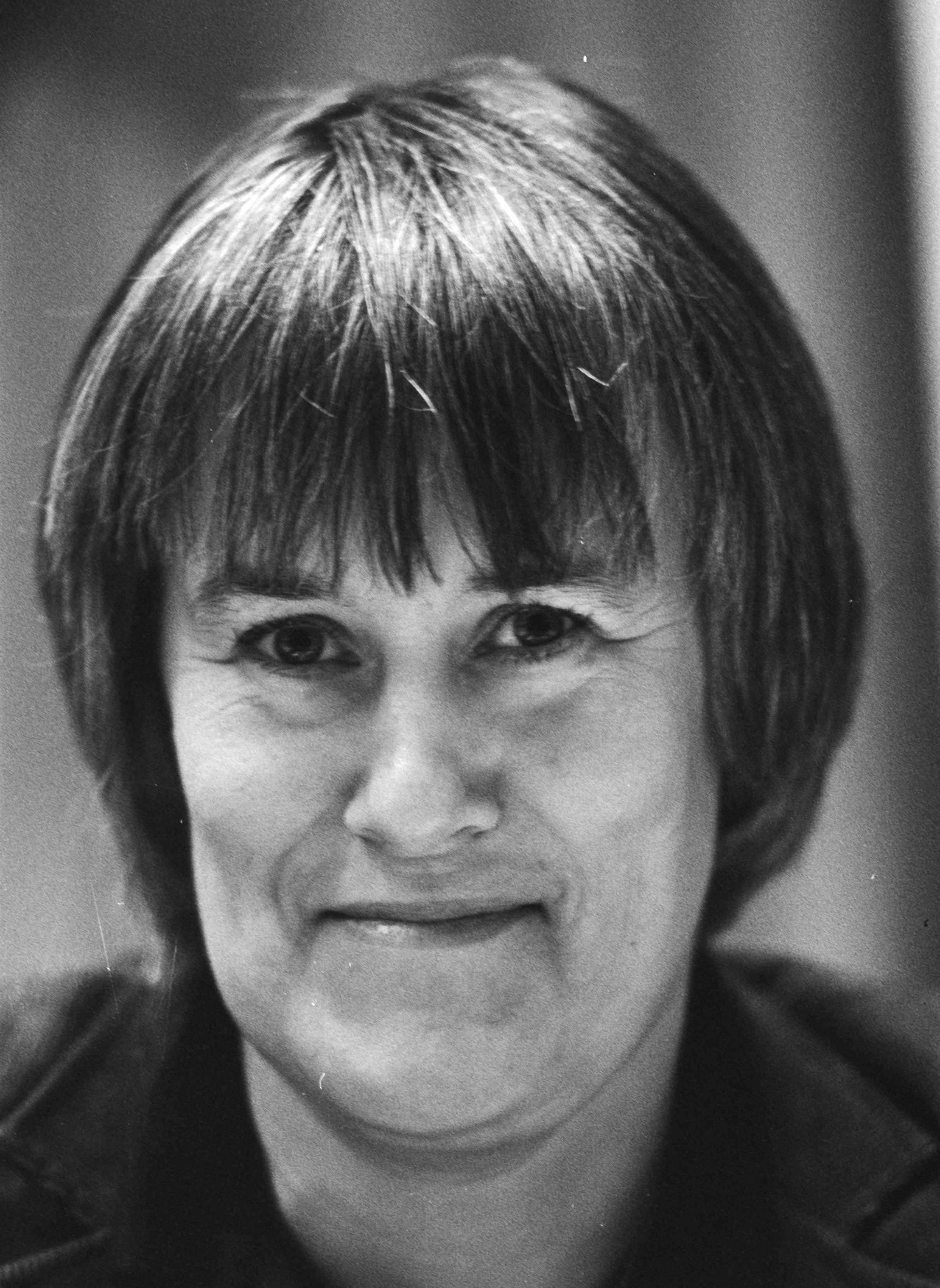
Elske ter Veld
overleden in 2017

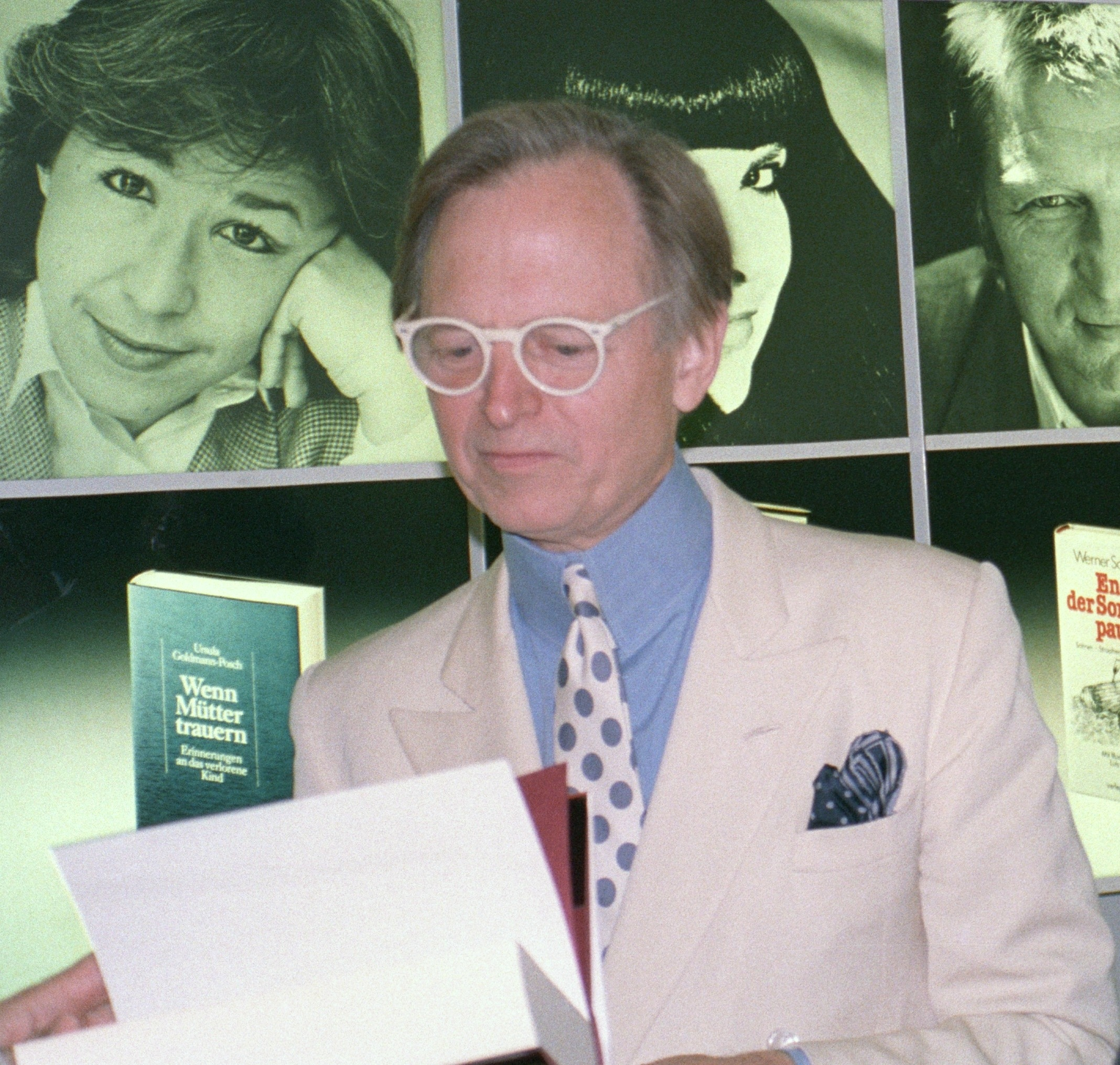
Tom Wolfe
overleden in 2018

- 307 - Bonifatius van Tarsus, heilige en martelaar
- 649 - Theodorus I, paus van Rome
- 964 - Johannes XII (27), paus van Rome
- 1610 - Hendrik IV (56), koning van Frankrijk
- 1643 - Lodewijk XIII (41), koning van Frankrijk
- 1726 - Jan Baptista Wellekens (68), Zuid-Nederlands schilder en dichter
- 1851 - Christianus Petrus Eliza Robidé van der Aa (59), Nederlands schrijver en jurist
- 1879 - Henry Sewell (71), Nieuw-Zeelands politicus
- 1881 - Maria Mazzarello (44), heilige van de Rooms-katholieke kerk
- 1899 - Israël Kiek (88), Nederlands fotograaf
- 1902 - Jacques Leijh (45), Nederlands architect
- 1912 - Frederik VIII (68), koning van Denemarken
- 1912 - August Strindberg (63), Zweeds schrijver
- 1916 - William Stanley Jr. (57), Amerikaans uitvinder en elektrotechnicus
- 1925 - Henry Rider Haggard (68), Engels schrijver
- 1940 - Emma Goldman (70), Amerikaans feministe
- 1940 - E. du Perron (40), Nederlands dichter en schrijver
- 1943 - Henri La Fontaine (89), Belgisch jurist
- 1954 - Heinz Guderian (66), Duits generaal
- 1959 - Sidney Bechet, Amerikaans jazz-saxofonist, klarinettist, en componist
- 1959 - Maria Antonia van Bragança (96), Portugees prinses
- 1966 - Chuck Rodee (38), Amerikaans autocoureur
- 1969 - Raymond Louviot (60), Frans wielrenner en ploegleider
- 1970 - Billie Burke (85), Amerikaans actrice
- 1972 - Theo Haze (68), Nederlands spion en verzetsstrijder
- 1981 - Aladár Gerevich (81), Hongaars schermer
- 1981 - Karl-Axel Kullerstrand (89), Zweeds atleet
- 1981 - Gustaaf Sorel (76), Belgisch kunstschilder en tekenaar
- 1985 - Adriaan Paulen (82), Nederlands atleet, sportbestuurder en verzetsman
- 1986 - Cornelis van Steenis (84), Nederlands botanicus
- 1987 - Rita Hayworth (68), Amerikaans actrice
- 1988 - Willem Drees (101), Nederlands minister-president
- 1988 - Aschwin zur Lippe-Biesterfeld (73), broer van Prins Bernhard
- 1991 - Jiang Qing (77), derde vrouw van Mao Zedong
- 1993 - Patrick Haemers (40), Belgisch crimineel
- 1994 - David Albritton (81), Amerikaans atleet
- 1998 - Frank Sinatra (82), Amerikaans zanger en acteur
- 2003 - Tranquilo Cappozzo (85), Argentijns roeier
- 2003 - Wendy Hiller (90), Engels actrice
- 2003 - Dante Quinterno (93), Argentijns striptekenaar
- 2003 - Robert Stack (84), Amerikaans acteur
- 2004 - Charlotte Benkner (114), oudste persoon ter wereld
- 2004 - Jesús Gil y Gil (71), Spaans bouwtycoon en eigenaar van de voetbalclub Atlético Madrid
- 2006 - Stanley Kunitz (100), Amerikaans dichter, vertaler en leraar
- 2007 - Hans Asselbergs (53), Nederlands musicus
- 2007 - Aaron McMillan (30), Australisch pianist
- 2008 - J.A.A. van Doorn (83), Nederlands socioloog, publicist, columnist en voormalig hoogleraar
- 2008 - Jevgeni Sokolov (87), Russisch psychofysioloog
- 2011 - Michael Onslow (73), Engels adellijke
- 2011 - Ernie Walker (82), Schots voetbalbestuurder
- 2012 - Mariëtte Barnhoorn (59), Nederlands zakenvrouw
- 2013 - Maurice Minnebo (92), Belgisch politicus
- 2015 - Samuel IJsseling (82), Nederlands filosoof, hoogleraar
- 2015 - B.B. King (Riley Ben King) (89), Amerikaans bluesgitarist, zanger en songwriter
- 2016 - Lasse Mårtenson (81), Fins zanger
- 2016 - Marjet Ockels (72), Nederlands politica
- 2016 - Christy O'Connor sr. (91), Iers golfer
- 2017 - Powers Boothe (68), Amerikaans acteur
- 2017 - Brad Grey (59), Amerikaans filmproducent
- 2017 - Elske ter Veld (72), Nederlands politica
- 2018 - William Vance (82), Belgisch striptekenaar
- 2018 - Tom Wolfe (88), Amerikaans auteur en journalist
- 2019 - Grumpy Cat (7), beroemde kat-celebrity
- 2019 - Tim Conway (85), Amerikaans acteur en scenarioschrijver
- 2019 - George Smith (75), Brits voetbalscheidsrechter
- 2019 - Remig Stumpf (53), Duits wielrenner
- 2019 - Barbara York Main (80), Australisch arachnologe
- 2020 - Teresa Aquino-Oreta (75), Filipijns politica
- 2020 - Attila Ladinszky (70), Hongaars voetballer
- 2020 - Angelo Lo Forese (100), Italiaans tenor
- 2020 - Johan Ooms (75), Nederlands acteur
- 2020 - Jorge Santana (68), Mexicaans gitarist
- 2021 - Sándor Balassa (87), Hongaars componist
- 2021 - Teus van den Berg-Been (95), Nederlands beeldhouwer
- 2021 - Raph Huet (79), Belgisch glasraamkunstenaar
- 2021 - Kenneth Mayhew (104), Engels militair, ridder in de Militaire Willems-Orde
- 2022 - Robert Cogoi (82), Belgisch zanger
- 2022 - Maximiliano Rolón (27), Argentijns voetballer
- 2023 - Doyle Brunson (89), Amerikaans pokerspeler
- 2023 - John Giblin (71), Brits basgitarist
- 2023 - Ingrid Haebler (93), Oostenrijks pianiste
- 2023 - Ferran Olivella (86), Spaans voetballer
- 2024 - George Groot (82), Nederlands cabaretier (Don Quishocking) en tekstschrijver
- 2024 - Jimmy James (83), Jamaicaans-Brits zanger

## Viering/herdenking

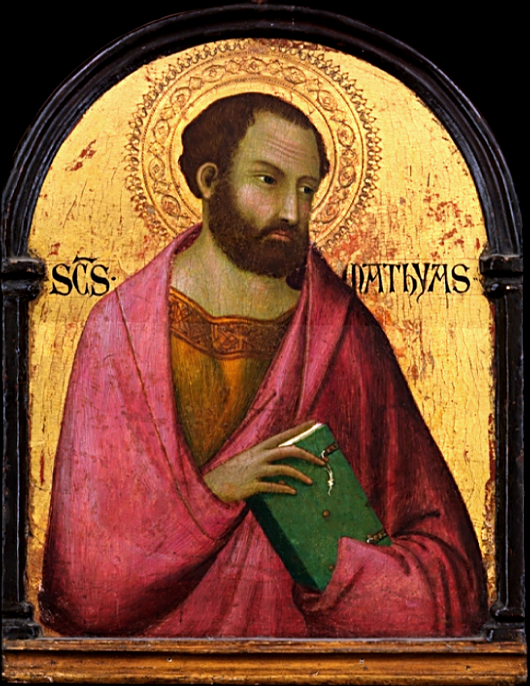
Heilige Mattias

- Israël - Yom Ha'atzmaut of Onafhankelijkheidsdag
- Paraguay - Nationale feestdag
- Rome - De Vestaalse maagden werpen 27 biezenpoppen in de Tiber (zie Argei)
- Rooms-katholieke kalender:
  - Heilige Matthias († c. 80), apostel - Feest
  - Heilige Bonifaas (van Tarsus) († 307), ijsheilige
  - Heilige Maria (Dominika) Mazzarello († 1881)
  - Heilige Michel Garicoïts († 1863)
  - Heilige Justina van Sardinië († c. 135)
  - Heilige Carthach de Jonge († 637)
  - Heiligen Corona en Victor († c. 165)
  - verjaardag wijding kathedraal van Antwerpen (1521) - Feest (Bisdom Antwerpen)

## Weerextremen

### Nederland
| | Officiële records | Officiële records | Officiële records |      | Landelijke records | Landelijke records | Landelijke records         |
| Gebeurtenis | Jaar              | Extreem           | Locatie           | Jaar | Extreem            | Locatie            |                            |
| --- | ----------------- | ----------------- | ----------------- | ---- | ------------------ | ------------------ | -------------------------- |
| Laagste etmaalgemiddelde temperatuur (°C) | 1902              | 4,0               | De Bilt           |      | 1935               | 3,5                | Eelde                      |
| Hoogste etmaalgemiddelde temperatuur (°C) | 1992              | 21,9              | De Bilt           |      | 1992               | 23,2               | Rotterdam Geulhaven        |
| Laagste minimumtemperatuur (°C) | 2020              | −1,0              | De Bilt           |      | 2020               | −3,0               | Eelde                      |
| Hoogste minimumtemperatuur (°C) | 1998              | 13,9              | De Bilt           |      | 2024               | 16,7               | Leeuwarden                 |
| Laagste maximumtemperatuur (°C) | 1935              | 7,4               | De Bilt           |      | 1935               | 6,1                | Eelde                      |
| Hoogste maximumtemperatuur (°C) | 1943              | 29,7              | De Bilt           |      | 1992               | 30,7               | Hoek van Holland           |
| Hoogste uurgemiddelde windsnelheid (m/s) | 1915              | 11,3              | De Bilt           |      | 2002               | 20,0               | Vlieland                   |
| Hoogste windstoot (m/s) | 2002              | 25,0              | De Bilt           |      | 2002               | 26,0               | Hoorn Terschelling, IJmond |
| Langste zonneschijnduur (uur) | 1982              | 14,9              | De Bilt           |      | 1980               | 15,0               | Schiphol                   |
| Langste neerslagduur (uur) | 1935              | 10,3              | De Bilt           |      | 1973               | 12,3               | Vlissingen                 |
| Hoogste etmaalsom van de neerslag (mm) | 1971              | 17,7              | De Bilt           |      | 2009               | 56,1               | Westdorpe                  |
| Laagste etmaalgemiddelde relatieve vochtigheid (%) | 1980              | 37                | De Bilt           |      | 1980               | 34                 | Eindhoven                  |
| Laagste uurwaarde luchtdruk op zeeniveau (hPa) | 1915              | 997,4             | De Bilt           |      | 1987               | 996,8              | IJmuiden                   |
| Hoogste uurwaarde luchtdruk op zeeniveau (hPa) | 2019              | 1037,6            | De Bilt           |      | 2019               | 1038,9             | Hoorn Terschelling         |
| Officiële records worden altijd gemeten op het KNMI-weerstation in De Bilt. Landelijke records kunnen worden gemeten op elk officieel KNMI-weerstation in Nederland. |                   |                   |                   |      |                    |                    |                            |

Uitzonderlijke gebeurtenissen
- 1921 - Eerste officiële zomerse dag van het jaar (maximumtemperatuur ≥ 25 °C in De Bilt)
- 1924 - Eerste officiële zomerse dag van het jaar (maximumtemperatuur ≥ 25 °C in De Bilt)
- 1938 - Eerste officiële zomerse dag van het jaar (maximumtemperatuur ≥ 25 °C in De Bilt)
- 1982 - Eerste officiële warme dag van het jaar (maximumtemperatuur ≥ 20 °C in De Bilt)
- 1992 - Eerste officiële zomerse dag van het jaar (maximumtemperatuur ≥ 25 °C in De Bilt)
- 2024 - Landelijk hoogste etmaalgemiddelde temperatuur in °C van het jaar gemeten in Leeuwarden: 22,1 (voorlopig)
- 2024 - Landelijk hoogste etmaalgemiddelde temperatuur in °C van mei dit jaar gemeten in Leeuwarden: 22,1 (voorlopig)
- 2024 - Landelijk hoogste minimumtemperatuur in °C van het jaar gemeten in Leeuwarden: 16,7 (voorlopig). Samen met 13 mei
- 2024 - Landelijk hoogste minimumtemperatuur in °C van mei dit jaar gemeten in Leeuwarden: 16,7 (voorlopig). Samen met 13 mei
- 2024 - Officieel hoogste maximumtemperatuur in °C van het jaar gemeten in De Bilt: 26,7 (voorlopig)
- 2024 - Landelijk hoogste maximumtemperatuur in °C van het jaar gemeten in Marknesse: 28,5 (voorlopig)
- 2024 - Officieel hoogste maximumtemperatuur in °C van mei dit jaar gemeten in De Bilt: 26,7 (voorlopig)
- 2024 - Landelijk hoogste maximumtemperatuur in °C van mei dit jaar gemeten in Marknesse: 28,5 (voorlopig)
- 2024 - Officieel hoogste uurgemiddelde windsnelheid in m/s van mei dit jaar gemeten in De Bilt: 7,0 (voorlopig)
- 2024 - Landelijk laagste etmaalgemiddelde relatieve vochtigheid in % van het jaar gemeten in Lauwersoog: 45 (voorlopig)
- 2024 - Landelijk laagste etmaalgemiddelde relatieve vochtigheid in % van mei dit jaar gemeten in Lauwersoog: 45 (voorlopig)

### België
Dagrecords
- 1935 - Laagste etmaalgemiddelde temperatuur 4,4 °C
- 1947 - Hoogste etmaalgemiddelde temperatuur 22,2 °C
- 1935 en 1909 - Laagste minimumtemperatuur −0,8 °C
- 1992 - Hoogste maximumtemperatuur 30,3 °C
- 1917 - Hoogste etmaalsom van de neerslag 13,8 mm

Uitzonderlijke gebeurtenissen
- 1902 - Sneeuw in groot deel van het land. Voor Ukkel meest laattijdige sneeuw van de eeuw. In de Ardennen sneeuwdikten tot 11 cm in La Roche-en-Ardenne.
- 1906 - In 3h15m valt 174 mm regen in Leuven bij onweersbuien. Doordat er onvoldoende hagel is opgevangen schatten meteorologen de werkelijke hoeveelheid neerslag op minstens 200 mm. Overstromingen leiden plaatselijk tot belangrijke schade in Bertem.
- 2009 - Actieve onweerscellen zorgen voor neerslaghoeveelheden die oplopen tot 84 mm in Moerbeke.
- 2010 - In Middelkerke daalt de temperatuur tot –0,9°C.

<< · 1 · 2 · 3 · 4 · 5 · 6 · 7 · 8 · 9 · 10 · 11 · 12 · 13 · 14 · 15 · 16 · 17 · 18 · 19 · 20 · 21 · 22 · 23 · 24 · 25 · 26 · 27 · 28 · 29 · 30 · 31 · >>